# Kgomotso Sefolosha
Kgomotso Joël Sefolosha (Vevey, 7 marzo 1983) è un ex cestista svizzero.
Il fratello Thabo è stato cestista NBA.